# Acantilados Dragón
Acantilados Dragón (en inglés: Dragon Cliffs) es un monolito de basalto situado al oeste de la isla Axel Heiberg, en Nunavut, Canadá. Es la característica más llamativa del fiordo Expedición y se eleva a varios cientos de metros de este último. El acantilado Dragón está hecho de los flujos de inundación de lava basáltica que contienen más de 10 unidades de flujo totalizando más de 200 m (656 pies) de espesor estratigráfico. Es parte de la formación Fiordo Albian Strand. Se cree que representan la extensión de la cordillera Alpha.